# Stralendorf
Stralendorf es un municipio situado en el distrito de Ludwigslust-Parchim, en el estado federado de Mecklemburgo-Pomerania Occidental (Alemania), a una altitud de 56 metros. Su población a finales de 2016 era de 1386 habs. y su densidad poblacional, 120 hab/km².
Se encuentra ubicado junto a la frontera con el distrito de Mecklemburgo Noroccidental.